# Nicolas Delahaye
Pour les articles homonymes, voir Delahaye (homonymie).
Nicolas Delahaye est un historien né le 24 août 1968 à Cholet (Maine-et-Loire). 
Spécialiste de la période de la Révolution française et des guerres de Vendée, ses travaux historiques concernent plus particulièrement sa région : l'Anjou et la Vendée. Il est également le fondateur et l'administrateur de "Vendéens et Chouans", site d'actualité sur les guerres de Vendée créé en 2010. 